# Google Spaces
Spaces — проприетарное кросс-платформенное приложение для групповых дискуссий и обмена сообщениями, разработанное компанией Google. Приложение представляет собой платформу для обмена контентом, где пользователи могут создать тему, пригласить своих друзей для обсуждения, обмениваться видео, изображениями, текстами и другим медиа. Сервисы Google, такие как веб-браузер Chrome, поисковая система Google, платформа для обмена видео YouTube, встроены в приложение, что позволяет пользователям черпать из них контент. Приложение было запущено 16 мая 2016, доступно для скачивания на операционных системах ОС Windows, Mac, Android и iOS.
24 февраля 2017 года было объявлено, что Google остановит работу Spaces 17 апреля 2017 года.

## История
16 мая 2016 года, директор по продуктам Люк Вроблевски объявил о запуске Spaces, «инструмента для обмена контентом в небольших группах». Далее Google испытает продукт, создав темы для различных сессий для разработчиков на своей предстоящей конференции I/O 2016 года.
Приложение было доступно на Google Play 17 мая 2016 года для андроид устройствах под управлением Android 4.1 или выше.
3 марта Spaces объявили, что начиная с текущего момента можно только печатать, просматривать и удалять темы.
В феврале 2017 года Spaces объявили о переходе в режим только для чтения перед полным закрытием 17 апреля.

## Особенности Google Spaces
Пространства позволяет осуществлять общение в группах и обмен сообщениями между пользователями. Пользователь может инициировать разговор, создав «тему», а затем пригласить своих друзей присоединиться с помощью сообщения, электронной почты или социальной сети. Перейдя в «тему», пользователь сможет публиковать в ее чате ссылки и изображения, а также другой контент с помощью кнопок на блоке, расположенном в нижней части экрана. Отображение в виде разговора позволяет пользователям видеть, о чем говорит группа.
Продукты Google, такие как Google Chrome, поисковая система Google и YouTube, встроены в приложение, чтобы позволить пользователям находить и делиться статьями, видео и изображениями, не выходя из приложения. Для этого требуется подписка на Gmail аккаунт.
Пользователи могут делиться в темах следующими типами сообщений:
- Ссылки — URL-адреса медиа, которые вставляются автоматически.
- Видео — YouTube видео интегрированы для пользователей мобильных; при этом пользователи стационарных компьютеров могут осуществлять поиск непосредственно по базе данных YouTube, а также видеть недавно просмотренные видео.
- Фото — Поддержка загрузки группы изображений позволит пользователям делать публикации прямо из фотоплёнки или из Google Фото
- Текст — Простой текст без поддержки форматирования.